# Regulier priemgetal
In de getaltheorie is een regulier priemgetal een priemgetal {\displaystyle p} dat het klassegetal van het {\displaystyle p}-de cyclotomische veld/lichaam niet deelt.
Met het {\displaystyle p}-de cyclotomische veld wordt het algebraïsch getallenlichaam bedoeld dat wordt verkregen door aan de rationale getallen {\displaystyle \mathbb {Q} } de {\displaystyle p}-eenheidswortel toe te voegen. Ernst Kummer toonde aan dat een equivalent criterium voor regulariteit is dat {\displaystyle p} geen deler is van de teller van enige van de Bernoulligetallen {\displaystyle B_{k}} voor {\displaystyle k=2,4,6,\ldots ,p-3.}
De eerste reguliere priemgetallen zijn:
3, 5, 7, 11, 13, 17, 19, 23, 29, 31, 41, ….
Het vermoeden is geuit dat er oneindig veel reguliere priemgetallen zijn. Om precies te zijn heeft Siegel in 1964 gesteld dat 1/√e, of ongeveer 61%, van alle priemgetallen, regulier zijn, dit in de asymptotische analyse zin van een natuurlijke dichtheid. Geen van deze twee vermoedens is anno 2008 bewezen.
De eerste die reguliere priemgetallen in beschouwing nam, was Kummer. Hij slaagde erin te bewijzen dat de laatste stelling van Fermat waar is voor alle reguliere priemgetallen en de veelvouden daarvan.
Een oneven priemgetal dat niet regulier is, wordt een irregulier priemgetal genoemd. Het aantal van de Bernoulligetallen {\displaystyle B_{k}} met een teller deelbaar door {\displaystyle p} wordt de irregulariteits index van {\displaystyle p} genoemd. K L Jensen heeft in 1915 bewezen dat er een oneindig aantal irreguliere priemgetallen bestaat. De eerste daarvan zijn:
37, 59, 67, 101, 103, 131, 149, ….